# Блимке-Дерень, Даля
Даля Блимке-Дерень (урожденная Блимке, род. 20 мая 1979, Тыхы) — польский международный мастер по шахматам среди женщин (WIM) (1998).

## Биография
Даля Блимке выиграла юношеский чемпионат мира по шахматам среди девочек до 12 лет в 1991 году в Варшаве. В последующие годы она неоднократно представляла Польшу на юношеских чемпионатах мира и Европы по шахматам в различных возрастных группах. В 1996 году она выиграла юношеский чемпионат Польши по шахматам в возрастной группе девушек до 18 лет, а в 1999 году — золотую медаль на командном чемпионате мира по шахматам среди девушек до 20 лет в Рио-де-Жанейро. Год спустя она выиграла две медали национального первенства: серебро на чемпионате Польши по блицу и бронзу на чемпионате Польши по быстрым шахматам. В 1994—2001 годах она шесть раз выступала в финале чемпионата Польши по шахматам среди женщин. Наилучшего результата она добилась в 1997 году в Сисне, заняв четвёртое место. В том же году она также заняла 2 место (после Ольги Александровой) на Открытом шахматном турнире во Фридек-Мистеке. В 2003 году заняла 5-е место на гроссмейстерском турнире в Белграде.
Даля Блимке-Дерень достигла самого высокого рейтинга в своей карьере 1 января 1999 года, набрав 2281 очко. Тогда она заняла 6 место среди польских шахматисток. В 1998 году Даля Блимке-Дерень была удостоена звания международного женского мастера ФИДЕ (WIM).